# Sankt Lars kyrkoruin
En till ruin med samma namn, se Sankt Lars kyrkoruin, Visby
Sankt Lars kyrkoruin är en kyrkoruin i Sigtuna längs Prästgatan. Sankt Lars kyrkoruin är den ruin i Sigtuna som det finns minst rester av. Kyrkan uppfördes i samband med kristnandet på 1100-talet. Enligt en avbildning från 1600-talet var den under senmedeltiden utvidgad åt öster och norr. I söder fanns ett vapenhus. Kyrkan var i bruk fram till reformationen. Efter en reparation 1586 nyttjades kyrkobyggnaden som skola. Kyrkan eldhärjades 1658 och blev därmed en ruin. Numera finns bara det raserade kyrktornet kvar.
På Klockbacken i Sigtuna, väster om S:t Lars kyrkoruin och ovanför Prästgatan, stod en klockstapel som brann ner den 30 juni 2016. Den har återuppförts på samma plats.
Av Sankt Lars kyrka som, enligt vissa uppgifter är från 1200-talets mitt, återstår bara ruinen av ett torn, bara delar av västtornet syns fortfarande ovan mark. Denna kyrkoruin i Sigtuna är den mest gåtfulla. En 1600-talshistoriker berättar om kyrkan att dess silhuett var väl så anslående som Sankt Pers kyrkoruin eller Sankt Nicolai. Sankt Nicolai kyrka är utplånad ner till grundmurarna.
Dominikanklostret i Sigtuna var ett av de första i sitt slag i Sverige. Klosterkyrkan Sankta Maria kyrka, som invigdes 1247 var den första tegelbyggnaden i Mälardalen. Vid reformationen på 1500-talet blev den protestantisk församlingskyrka. Övriga kyrkor i staden fick förfalla. Efter den tidiga medeltidens glansperiod övertog Stockholm redan i slutet av 1200-talet Sigtunas roll. Sigtunas tillväxt stannade av och en lång nedgångsperiod följde.

## Byggnaden
Sigtuna stads blomstringsperiod fick ett tvärt slut när vikingar från öster år 1187 forcerade alla fästningar längs vattenleden, angrep Sigtuna, plundrade och brände. Endast rykande ruiner efter stenkyrkorna blev kvar.
Sankt Lars har också uppgetts vara Sigtunas egentliga stadskyrka och dessutom den förnämligaste, och med ett läge nära stadens medeltida torg. En nutida historiker har framfört tanken att Sankt Lars och inte Sankt Per varit Sigtunas domkyrka innan biskopssätet flyttades till Gamla Uppsala. I vilket fall som helst räknas Sankt Lars som en av stades äldsta kyrkor, det vill säga från 1100-talets förra del, men bara en arkeologisk utgrävning kan hjälpa oss till större visshet.

## Biskopssäte
Sigtuna blev så småningom biskopssäte inom västkyrkan. Nordens ärkebiskop installerades i Skara i Västgergötland med kung Olofs bistånd.[källa behövs] Snart inrättades biskopsstolar också i Linköping, Eskilstuna och Västerås. År 1060 skickade ärkebiskopen den förste biskopen/missionären, Adalvard d.y., till Sigtuna.

## Olof Skötkonung
Arkeologer har intresserat sig för det äldsta Sigtuna i över 100 år. Rikliga fynd från  utgrävningar avslutades år 1990. Fynden bekräftar att kung Olof, Olof Skötkonung, lät prägla de första svenska mynten i ett mynthus intill sin kungsgård. På denna plats ligger idag Sigtuna museum med utställningar om vikingatid och medeltid. Arkeologerna har sållat spinnsländor, krukskärvor, liturgiska kammar från Bysans, uppståndelseägg, ortodoxa kors från östra Medelhavsområdet. Fynden visar att den tidiga missionen representerade både romersk-katolsk och grekisk-ortodox kristendom. Sigtuna var redan från början ett kristet samhälle. Mitt i staden, på Sigtuna museums tomt, kan man se grunden till biskopskyrkan från 1000-talets slut. Den var stadens första stenkyrka, men revs på 1200-talet. Under den tidiga medeltiden hade staden inte mindre än sju kyrkor med tillhörande kyrkogårdar. Alla utom biskopskyrkan låg utmed en gata bakom det äldsta bebyggelseområdet. Bakom raden med kyrkogårdar finns ett antal runinskrifter.
Sigtuna var den första staden i det svenska rike som började ta form under den sena vikingatiden. Kung Olof Skötkonung inledde omkring 995 myntning i Sigtuna med engelska mynt som förebilder. Under hela 1000-talet var Sigtuna rikets enda stad. Trots att Sigtuna anlades för över tusen år sedan har staden fortfarande kvar mycket av sin ursprungliga karaktär. Stora gatans sträckning och kvarterens indelning är till stor del desamma sedan vikingatiden. Avlagringarna från Sigtunas äldsta tid, den så kallade svarta jorden, är upp till tre meter tjocka. De är som ett underjordiskt arkiv, som kan tolkas av arkeologer. Omfattande utgrävningar de senaste åren har visat att staden anlagts på 970-talet, under kung Erik Segersälls tid. 
Olof Skötkonung är den förste som låtit slå mynt i Sverige, vid ungefär samma tidpunkt som de första norska mynten slås, liksom de första danska med kungabild och inskrifter. I alla tre fallen tycks det vara fråga om en och samma mästare, Godwine, som tydligen invandrat från England. På Olofs mynt omnämns han först som "Olof, kung i Sigtuna", men senare som "Olof svearnas kung". Detta ingick i ett mönster som återkom även i Danmark och Norge, med nygrundade städer i utkanten av kungens maktområde, möjligen i syfte att stödja de kristna kungarnas ambitioner i hedniska områden, där också myntning ägde rum. Motsvarande städer i de andra rikena var Lund och Roskilde respektive Oslo och Trondheim.
Sigtuna grundades troligen av Olofs far Erik Segersäll, och att mynten verkligen slogs där har bekräftats av fyndet av en myntstamp. Myntningen fortsatte fram till ungefär till 1020 i Olofs namn, sedan i sonen Anund Jakobs, för att därefter upphöra helt. Mynten med Olofs namn efter ca år 1000 har dock inskrifter som tyder på att myntmästarna inte kunde läsa, och en stamp kallade honom "Rex Ancol", kung av England.

## Andra kyrkoruiner i Sigtuna
Ytterligare två kyrkoruiner finns i Sigtuna.
- Sankt Olofs kyrkoruin ligger på kyrkogården väster om Mariakyrkan i Sigtuna. Kyrkan har en byggnadshistoria som starkt påminner om den näraliggande Sankt Pers kyrka. I första omgången omkring år 1100 byggdes centraltorn, kor och tvärskepp. I ett senare skede tillkom långhuset som dock byggdes med reducerad längd.
- Sankt Pers kyrkoruin ligger väster om den medeltida stadskärnan invid prästgården. Sankt Pers kyrka anses ha varit ärkestiftets domkyrka före flytten till Gamla Uppsala 1190.

## Bildgalleri

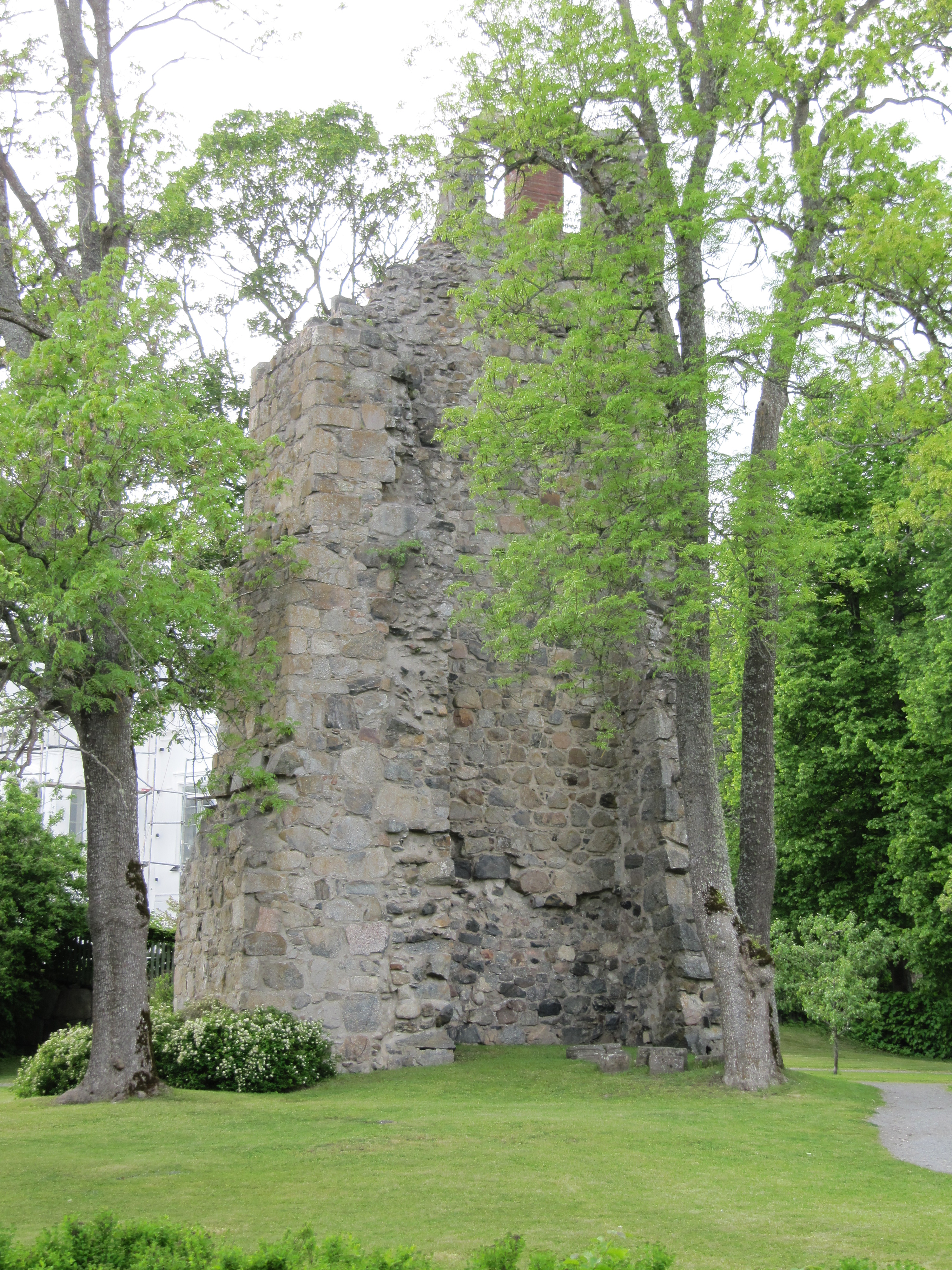
Sankt Lars kyrkoruin, där bara delar av västtornet fortfarande syns ovan mark.
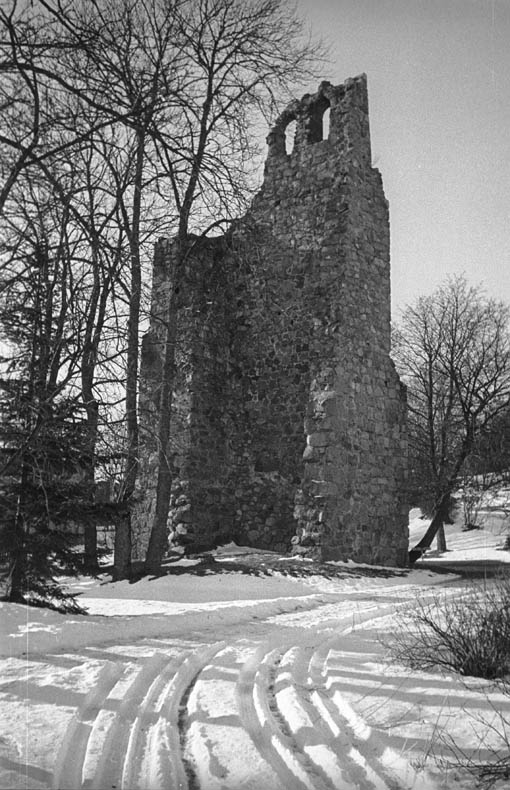
Sankt Lars kyrkoruin, äldre fotografi. Kyrkan låg nära stadens medeltida torg.
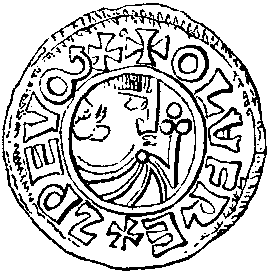
Silvermynt präglat i Sigtuna för Olof Skötkonung.
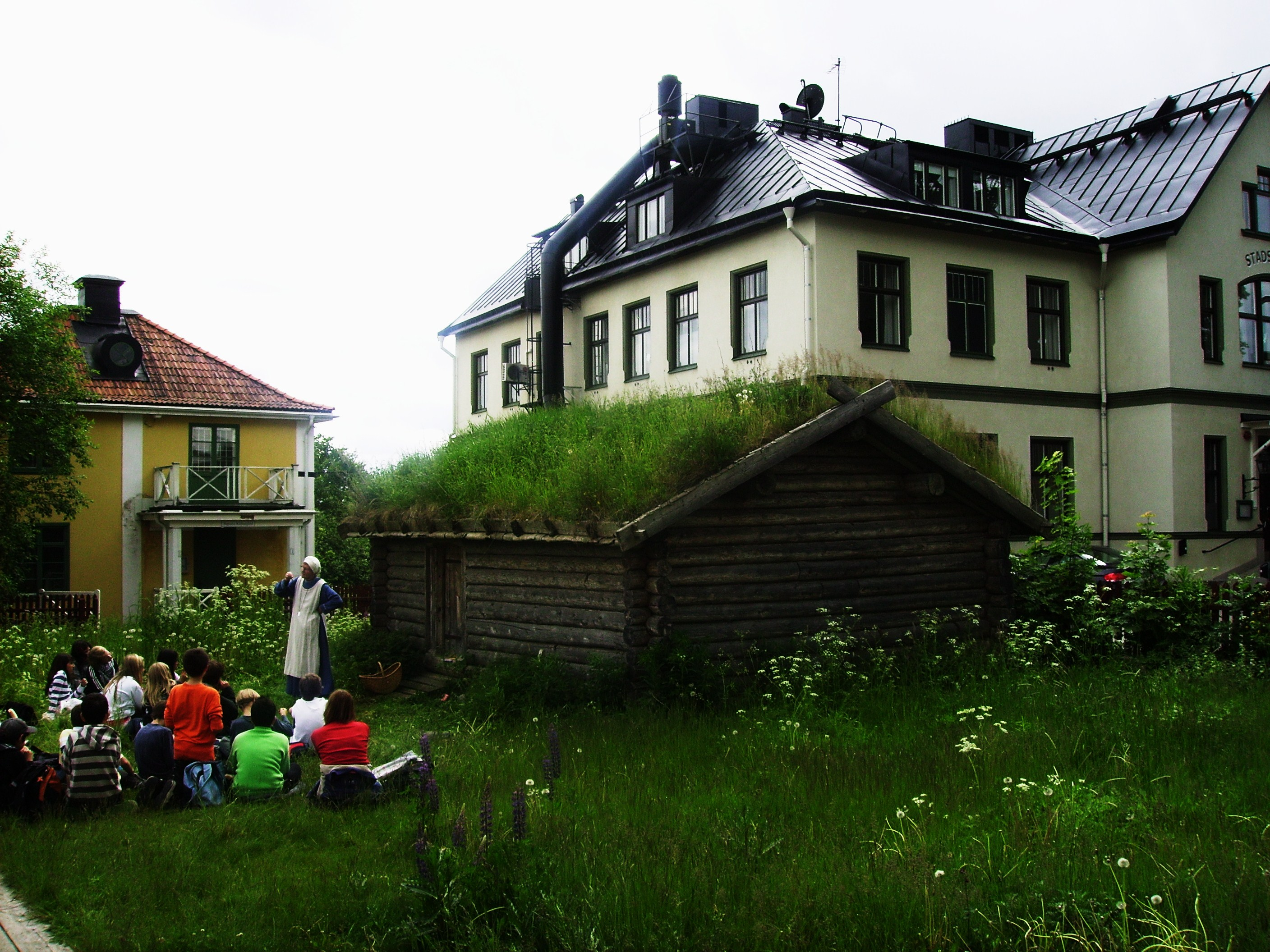
Rekonstruktion av Olof Skötkonungs myntverk i Sigtuna.